# FDJ-Pokal der Jugend 1979
Der FDJ-Pokal der Jugend 1979 war die 28. Auflage des höchsten Fußball-Pokalwettbewerbs der Altersklasse 14/15 auf dem Gebiet der DDR, der vom DFV durchgeführt wurde. Er begann am 30. April 1979 mit der Vorrunde und endete am 1. Juli 1979 mit dem Sieg der BSG Stahl Riesa, die im Finale gegen die BSG Chemie Leipzig gewannen.

## Teilnehmende Mannschaften
Am FDJ-Pokal der Jugend für die Altersklasse (AK) 14/15 nahmen die Pokalsieger der 15 Bezirke auf dem Gebiet der DDR und der Titelverteidiger teil, wobei die Mannschaften der Jugendliga nicht teilnahmeberechtigt waren. Spielberechtigt waren Spieler bis zum 15. Lebensjahr (Stichtag: 1. Juni 1963).
Für den FDJ-Pokal qualifizierten sich der Titelverteidiger und folgende fünfzehn Bezirkspokalsieger bzw. dessen Vertreter:
| - Bezirk Rostock TSG Wismar - Bezirk Schwerin BSG Motor Schwerin - Bezirk Neubrandenburg BSG Verkehrsbetriebe Waren - Bezirk Potsdam BSG electronic Neuruppin - Ost-Berlin SG Berolina Stralau | - Bezirk Frankfurt (Oder) ASG Vorwärts Strausberg - Bezirk Magdeburg BSG Traktor Kläden - Bezirk Halle BSG Fortschritt Weißenfels - Bezirk Leipzig BSG Chemie Leipzig - Bezirk Cottbus BSG Aktivist Schwarze Pumpe BSG Energie Cottbus (TV) (TV) – Titelverteidiger | - Bezirk Dresden BSG Stahl Riesa - Bezirk Karl-Marx-Stadt BSG Sachsenring Zwickau - Bezirk Erfurt BSG Motor Nordhausen - Bezirk Gera BSG Motor Hermsdorf - Bezirk Suhl SG Dynamo Ilmenau |

## Modus
Der Pokalwettbewerb wurde wie im Vorjahr von der Vorrunde bis zum Finale im K.-o.-System durchgeführt. Die Vorrunde sowie das Viertelfinale wurden nach möglichst territorialen Gesichtspunkten ausgelost und in Hin- und Rückspielen entschieden. Ab dem Halbfinale wurde jedes Spiel auf neutralen Platz ausgetragen.

## Vorrunde
| Datum                    |                             | Gesamt    |                          | Hinspiel | Rückspiel |
| ------------------------ | --------------------------- | --------- | ------------------------ | -------- | --------- |
| Mo 30. April / So 6. Mai | SG Berolina Stralau         | 2:3       | ASG Vorwärts Strausberg  | 1:2      | 1:1       |
| Mo 30. April / So 6. Mai | BSG Aktivist Schwarze Pumpe | 0:8       | BSG Stahl Riesa          | 0:4      | 0:4       |
| Mo 30. April / So 6. Mai | BSG Energie Cottbus         | (A)3:3(A) | BSG electronic Neuruppin | 3:1      | 0:2       |
| Mo 30. April / So 6. Mai | BSG Fortschritt Weißenfels  | 0:6       | BSG Chemie Leipzig       | 0:1      | 0:5       |
| Mo 30. April / So 6. Mai | BSG Sachsenring Zwickau     | (A)5:5(A) | BSG Motor Hermsdorf      | 4:2      | 1:3       |
| Mo 30. April / So 6. Mai | SG Dynamo Ilmenau           | 1:5       | BSG Motor Nordhausen     | 1:5      | 0:0       |
| Mo 30. April / So 6. Mai | BSG Traktor Kläden          | (A)3:3(A) | BSG Motor Schwerin       | 2:2      | 1:1       |
| Mo 30. April / So 6. Mai | BSG Verkehrsbetriebe Waren  | 1:3       | TSG Wismar               | 1:1      | 0:2       |

## Viertelfinale
| Datum                   |                         | Gesamt |                          | Hinspiel | Rückspiel |
| ----------------------- | ----------------------- | ------ | ------------------------ | -------- | --------- |
| Sa 19. Mai / So 27. Mai | ASG Vorwärts Strausberg | 3:4    | BSG electronic Neuruppin | 1:2      | 2:2       |
| Sa 19. Mai / So 27. Mai | BSG Motor Hermsdorf     | 00:19  | BSG Stahl Riesa          | 0:7      | 00:12     |
| Sa 19. Mai / So 27. Mai | BSG Chemie Leipzig      | 7:2    | BSG Motor Nordhausen     | 4:2      | 3:0       |
| Sa 19. Mai / So 27. Mai | TSG Wismar              | 1:4    | BSG Motor Schwerin       | 1:1      | 0:3       |

## Halbfinale
Die Partien fanden vor den Aufstiegsspielen zur DDR-Oberliga FC Vorwärts Frankfurt/O. – BSG Chemie Leipzig im Frankfurter Stadion der Freundschaft und vor TSG Bau Rostock – BSG Energie Cottbus im Rostocker Ostseestadion statt.
| Datum                  |                          | Ergebnis |                    | Spielort         |
| ---------------------- | ------------------------ | -------- | ------------------ | ---------------- |
| So 10. Juni, 13:00 Uhr | BSG electronic Neuruppin | 1:5      | BSG Stahl Riesa    | Frankfurt (Oder) |
| So 16. Juni, 13:00 Uhr | BSG Motor Schwerin       | 2:5      | BSG Chemie Leipzig | Rostock          |

## Finale
| Paarung            | BSG Stahl Riesa – BSG Chemie Leipzig |
| Ergebnis           | 5:0 (2:0) |
| Datum              | Sonntag, 1. Juli 1979 um 15:00 Uhr |
| Stadion            | Helmut-Just-Stadion, Gröditz |
| Zuschauer          | 500 |
| Schiedsrichter     | Peter Müller (Cottbus) |
| Tore               | 1:0 Matthes (2.) 2:0 Wachtel (13.) 3:0 Kerper (42.) 4:0 Roßberg (58.) 5:0 Wachtel (64.)                                                                                                 |
| BSG Stahl Riesa    | Höfer – Gottsmann, Jörg Wilkanowski , Kirsten, Koschwitz – Frank Kerper, Fritsche (69. Slota), Tino Kuwan – Wachtel, Ingolf Matthes (62. Punkte), Roßberg Cheftrainer: Eberhard Schramm |
| BSG Chemie Leipzig | Haag – Grohmann, Jens Funke, Silvio Rößler, Jürgen Knoth (47. Stolzenberg), Sauer, Minkmar, Kai-Uwe Ziegler, René Bischoff, Deroisy, Gohlke Cheftrainer: Roland Krauß                   |
| Besonderheiten     | Kerper scheiterte in der 44. Minute mit einem Foulstrafstoß an Haag und Deroisy traf in der 56. Minute mit einem Foulstrafstoß nur den Pfosten                                          |